# Бидвайка
Бидва́йка (рос. Быдвайка) — річка у Зав'яловському районі Удмуртії, Росія, ліва притока Позимі.
Довжина річки становить 14 км. Бере початок в колишньому селі Бидвайка. Протікає спочатку на північ до села Зав'ялово, потім повертає на північний захід. Впадає до Позимі неподалік села Кабаниха. Береги в середній течії стрімкі та обривисті. В нижній течії річка протікає через болотисті лісові масиви, де для їхнього осушення збудована дренажна система каналів.
На річці розташовані села Пичанки та Зав'ялово. В першому створено став, в другому збудовано автомобільний міст на трасі Іжевськ-Гольяни-Сарапул.